# Konzilium
Konzilium je odborný medicínský termín, jímž označujeme poradu lékařů různých specializací. Slovo se užívá zejména v případech výskytu nějakého závažnějšího komplikovaného nebo i málo obvyklého onemocnění, kdy je nutná porada specialistů vícero různých oborů a specializací. Může se také jednat o vyšetření u lékaře, odborníka-specialistu jiného lékařského oboru, kupříkladu v případě neurologického vyšetření u nějakého očního onemocnění apod.

## Odvozená slova
Lékař čí lékařka účastnící se nějakého konzilia se pak nazývá konziliář či konziliářka.
Konziliární (vyšetření) pak ve smyslu poradní vyšetření.